# 크리스토프 하르팅
크리스토프 하르팅(독일어: Christoph Harting, 1990년 4월 10일~)은 독일의 육상 선수로 주 종목은 원반던지기이다. 2016년 하계 올림픽에서 금메달을 획득했다.
형인 로베르트도 원반던지기 선수이다.

## 경력
- 2011년 유럽 U-23 선수권 대회 5위(58.65m)
- 2013년 세계 선수권 대회 13위(62.28m)
- 2015년 세계 선수권 대회 8위(63.94m)
- 2016년 유럽 선수권 대회 4위(65.13m)
- 2016년 하계 올림픽 1위(68.37m)